# Slussen metróállomás
A Slussen egy metróállomás Svédországban, a fővárosban, Stockholmban a Stockholmi metró zöld és  piros vonalán.

## Metróvonalak
Az állomást az alábbi metróvonalak érintik:
- zöld metróvonal
- piros metróvonal

## Kapcsolódó állomások
A metróállomáshoz az alábbi állomások vannak a legközelebb:
- Gamla stan metróállomás (Åkeshov metro station, Vällingby metro station, Hässelby strand metro station, észak, Line 17)
- Medborgarplatsen metro station (Skarpnäck metro station, dél, Line 17)
- Mariatorget metro station (Norsborg metro station, nyugat, Line 13)
- Mariatorget metro station (Fruängen metro station, Line 14)
- Medborgarplatsen metro station (Hagsätra metro station, Line 19)
- Gamla stan metróállomás (Alvik metro station, Råcksta metro station, Vällingby metro station, Hässelby strand metro station, Line 18)
- Medborgarplatsen metro station (Farsta strand metro station, Line 18)
- Gamla stan metróállomás (Hässelby strand metro station, Line 19)
- Gamla stan metróállomás (Ropsten metro station, Line 13)
- Gamla stan metróállomás (Mörby centrum metro station, Line 14)